# V-Nasty
Vanessa Renee Reece (nascida em 11 de novembro de 1990), mais conhecida por seu nome artístico V-Nasty, é uma rapper americana de Oakland, Califórnia . Ela é mais conhecida por fazer parte do grupo White Girl Mob com Kreayshawn e Lil Debbie, e por colaborar com o rapper Gucci Mane de Atlanta . Reece lançou seu primeiro álbum de estúdio com Gucci Mane intitulado BAYTL em 2011 por meio de 1017 Records e Warner Bros. Registros . Em 2013, ela assinou um contrato com a gravadora independente Pinnacle Records e começou a trabalhar em seu segundo álbum, bem como em um reality show. Em 2014, V-Nasty lançou uma Mixtape intitulada "11Lem"  junto com um novo single intitulado "Tweekin".

## Biografia
Reece cresceu no 35º quarteirão de East Oakland, em um bairro conhecido pelo tráfico de drogas e pelo alto índice de criminalidade. Ela nasceu de mãe branca e pai vietnamita.  Reece teve uma infância difícil - ela matava aulas, roubava álcool e entrava e saía da prisão. Ela frequentou a Skyline High School antes de abandonar a nona série. Enquanto estava na sexta série, seus pais foram presos. Durante sua adolescência, Reece teve vários empregos, incluindo trabalhar em uma fábrica de chocolate chamada Grand Avenue Chocolates. Aos 15 anos, ela deu à luz o primeiro de seus dois filhos.  Reece se inspirou em seu primo e no pai de seu filho para começar a fazer rap. Ela começou a praticar freestyle por volta de 2009 e, mais tarde, depois de ganhar alguma popularidade, percebeu que poderia seguir uma carreira na música.
Em janeiro de 2010, Reece foi pega cometendo um assalto em uma loja Pick-n-Pull. Durante uma perseguição com a polícia, a transmissão de seu carro quebrou e só deu ré. Ela foi presa sob a acusação de roubo. Ela foi libertada após uma curta sentença de prisão, mas foi presa novamente após cometer outro roubo em julho. Ela foi então sentenciada a cumprir seis meses de prisão no condado de Alameda, na Cadeia de Santa Rita . Reece foi libertada da prisão em dezembro de 2010, enquanto permanecia em liberdade condicional. 
Reece conheceu o rapper Kreayshawn após confrontá-la com os rumores de que ela havia feito o primo  começar a usar drogas. Depois que os boatos se revelaram falsos, os dois se tornaram amigos e começaram a se apresentar juntos. Eles criaram o grupo White Girl Mob, junto com Lil Debbie . Em abril de 2011, Reece lançou sua mixtape de estreia, Don't Bite, Just Taste, gravada em um dia e composta inteiramente de freestyles. Reece foi presa novamente no final de 2011. Pouco depois, Kreayshawn iniciou uma campanha "Free V-Nasty" em apoio a sua colega rapper.  Quando o vídeo de Kreayshawn para " Gucci Gucci " se tornou popular, o pseudônimo de Reece, V-Nasty, ganhou fama, por causa das falas: "Estou gritando 'Free V-Nasty' até minha garganta ficar áspera." 
Em 2011, Reece foi contatada pelo rapper de Atlanta Gucci Mane, que a convidou para colaborar em um álbum. Antes do lançamento do projeto, ela foi abordada por várias gravadoras, que se ofereceram para contratá-la, mas ela recusou, por não se sentir preparada para um grande negócio na época. Seu primeiro álbum de estúdio com Gucci Mane, intitulado BAYTL, foi lançado em 13 de dezembro de 2011, pela Vice Records e Warner Bros. Registros . BAYTL foi produzido quase inteiramente por Zaytoven, colaborador frequente de Gucci Mane, e apresenta participações especiais de Mistah FAB, Berner e Slim Dunkin, entre outros. Gucci Mane a chamou de "de longe ... minha mixtape mais polêmica até agora" e comentou que muitas pessoas ficariam surpresas com ela. O álbum foi precedido pelo single "Whip Appeal", que estreou em 2 de novembro de 2011 e foi lançado oficialmente em 18 de novembro. Em 16 de dezembro, Reece estava em Atlanta, gravando um videoclipe para a música "Push Ups" com Gucci Mane e Slim Dunkin. Este último entrou em uma altercação com o rapper Young Vito e uma briga começou, resultando em Dunkin sendo morto a tiros. A gravação do vídeo foi cancelada e Vito foi preso sob a acusação de assassinato. Posteriormente, foi absolvido do homicídio, mas condenado por agressão com agravantes e acusações de porte de arma e sentenciado a 25 anos de prisão.
Em 2 de março de 2012, Reece lançou sua segunda mixtape Doin 'Number $, com participações especiais de Mistah FAB, Roach Gigz e Erk Tha Jerk. Em março de 2013, Reece se apresentou no Festival South by Southwest (SXSW). Em abril, depois de se separar de Kreayshawn, ela assinou com o selo independente Pinnacle Records, com sede em Las Vegas, em um acordo de US $ 750.000 altamente divulgado. Ela também começou a trabalhar com o apresentador do American Idol, Ryan Seacrest, em seu reality show.
Em seu 24º aniversário, ela lançou uma nova Mixtape intitulada "11Lem", junto com um novo single intitulado "Tweekin". Em 16 de fevereiro de 2015 ela postou um pequeno clipe do videoclipe que ainda não foi lançado.

## Vida pessoal e influência
Reece afirmou que é influenciada por Too Short, 3X Krazy, Lil Wayne, Gucci Mane, Webbie, Lil Boosie e Mac Dre, e ouve muita música da Bay Area.  O produtor Zaytoven comparou seu estilo ao de Gucci Mane, dizendo "ela vai ter problemas, ela não se importa com o que diz, simplesmente é livre." 

## Controvérsia
Reece tem sido criticada pelo uso da palavra "nigga" em suas canções, embora ela a tenha defendido como sendo usada de forma amigável e parte da cultura de sua cidade. O rapper David Banner lançou uma música condenando suas ações, enquanto Mistah FAB veio em sua defesa, afirmando que Oakland tem uma cultura própria e alegou que Reece e seu grupo White Girl Mob são um produto desse ambiente. O rapper Fat Joe também a defendeu, afirmando que "se os rappers usam a palavra, e a música rap é para todos, então é errado atacar membros de outras raças que a pegam" e alegando que a palavra não é vista como racista hoje em dia .
Em novembro de 2012, Reece acusou Soulja Boy de ser um "rapper falso" e o comparou desfavoravelmente a sua namorada Diamond of Crime Mob . Soulja Boy se recusou a se envolver em uma discussão comentando: "Como eu ficaria brigando com uma garota?"  Sua rivalidade contínua com seu suposto ex-namorado Magneto Dayo parecia ter acabado quando eles colaboraram em uma música intitulada "Hate u"  (the breakup), mas o fogo foi aceso mais uma vez quando ela o ameaçou em uma entrevista dizendo "Vou chutar a bunda dele" e negar ter mentido sobre a paternidade de seu filho. Magneto Dayo retaliou com uma canção chamada "OJ Simpson" na qual ele afirmava que ela lhe deu as costas e a outros que estavam lá para ela antes de sua fama.

## Discografia

### Álbuns colaborativos
| Título                  | Detalhes do álbum |
| ----------------------- | --- |
| BAYTL (with Gucci Mane) | - Lançado: 13 de dezembro de 2011 - Gravadora: 1017 Brick Squad, Vice, Asylum, Warner Bros. - Formatos: download digital, streaming |

### EPs
- 2013 - The Words I Wrote[25]

### Compilações
- 2011 - Don't Bite Just Taste [2]
- 2012 - Doin' Number$ [16]
- 2014 - 11 Lem [6]

### Músicas

#### Como artista principal
| Título                                              | Ano  | Álbum                   |
| --------------------------------------------------- | ---- | ----------------------- |
| "Whip Appeal" (com Gucci Mane apresentando P2TheLA) | 2011 | BAYTL                   |
| "Todo o dinheiro"                                   | 2013 | As palavras que escrevi |
| "Tweakin"                                           | 2014 | 11 Lem                  |

#### Como artista em destaque
| Título                            | Ano  | Outro (s) artista (s) |
| --------------------------------- | ---- | --------------------- |
| "Gotta Ball"                      | 2012 | Lil Debbie            |
| "Gotta Ball (Party Animal Remix)" | 2012 | Lil Debbie            |
| "On My Shit"                      | 2013 | Westtsew, Mistah FAB  |
| "Céu ou Inferno"                  | 2014 | Kurt Diggler          |

### Participações de convidados
| Título                | Ano  | Outro (s) artista (s) | Álbum                |
| --------------------- | ---- | --------------------- | -------------------- |
| "You Already Know Me" | 2010 | Kreayshawn            | Kittys x Choppas     |
| "Summertime"          | 2012 | Kreayshawn            | Algo sobre Kreay     |
| "If I'm Wrong"        | 2012 | H-Ryda, Kastro        | H Ryda vs. O planeta |

### Videoclipes
| Título                             | Ano  | Diretor (es)     |
| ---------------------------------- | ---- | ---------------- |
| "Let's Get Faded" (com Gucci Mane) | 2012 | Sr. Boomtown     |
| "Gotta Ball" (com Lil Debbie)      | 2012 | Grizz Lee        |
| "Fuck Your Face"                   | 2013 | Jonathan Andrade |
| "On the Hood"                      | 2016 | Filmes AD        |